# Віллард (Канзас)
Віллард (англ. Willard) — місто (англ. city) в США, в округах Шоні і Вабонсі штату Канзас. Населення — 74 особи (2020).

## Географія
Віллард розташований за координатами 39°5′38″ пн. ш. 95°56′36″ зх. д. / 39.09389° пн. ш. 95.94333° зх. д. (39.093912, -95.943336).  За даними Бюро перепису населення США в 2010 році місто мало площу 0,28 км², уся площа — суходіл.

## Демографія
Згідно з переписом 2010 року, у місті мешкали 92 особи в 34 домогосподарствах у складі 26 родин. Густота населення становила 334 особи/км².  Було 50 помешкань (181/км²).
Расовий склад населення:
| - 92,4 % — білих - 2,2 % — корінних американців |

До двох чи більше рас належало 5,4 %. Частка іспаномовних становила 6,5 % від усіх жителів.
За віковим діапазоном населення розподілялося таким чином: 28,3 % — особи молодші 18 років, 60,8 % — особи у віці 18—64 років, 10,9 % — особи у віці 65 років та старші. Медіана віку мешканця становила 35,0 року. На 100 осіб жіночої статі у місті припадало 87,8 чоловіків;  на 100 жінок у віці від 18 років та старших — 106,2 чоловіків також старших 18 років.
Середній дохід на одне домашнє господарство  становив 53 463 долари США (медіана — 45 000), а середній дохід на одну сім'ю — 62 742 долари (медіана — 70 625). Медіана доходів становила 34 000 доларів для чоловіків та 35 625 доларів для жінок. За межею бідності перебувало 7,1 % осіб, у тому числі 7,4 % дітей у віці до 18 років та 14,3 % осіб у віці 65 років та старших.
Цивільне працевлаштоване населення становило 42 особи. Основні галузі зайнятості: роздрібна торгівля — 28,6 %, освіта, охорона здоров'я та соціальна допомога — 28,6 %, публічна адміністрація — 11,9 %, транспорт — 7,1 %.